# Candy Lips
『Candy Lips』（キャンディー・リップス）は、春奈るなの2枚目のオリジナルアルバムである。2015年3月25日にSME Recordsから発売された。

## 音楽性
前作「OVERSKY」から約1年半ぶりとなる2ndアルバムのリリース。
テレビアニメ『冴えない彼女の育てかた』のオープニングテーマ「君色シグナル」、テレビアニメ『ソードアート・オンラインII』エンディングテーマ「Startear」，テレビアニメ『恋物語』エンディングテーマ「snowdrop」，PS3/PS Vita 『ソードアート・オンライン -ロスト・ソング-』エンディングテーマ「夜の虹を越えて」を含めて全13曲（内1曲はボーカルなし）が収録されている
。
本人が「前回のアルバムと比べると、色合いがガラリと変わったという感じですね。ワンマンライブ（2014年12月12日、渋谷公会堂での「春奈るなLIVE2014-WINTER-」）から自分の中で、その方向性が決まったんじゃないかなという気がしています。」「はい、以前は衣装も黒と白が多めでしたが、最近は色を取り入れるようになりました。今のようなカラフルな服を着て、ポップな曲を歌っているほうが、等身大の自分でいられるのかなと思うようになって。ライブをしていても楽しさが増したように感じています。」というように，全体的にポップ路線のアルバムになっている。

## リリース
発売形態は、初回生産限定盤A（CD+Blu-ray）と初回生産限定盤B（CD+DVD）、通常盤の3形態である。
初回生産限定盤には、28ページのフォトブックと、
「君色シグナル」、「Startear」、「snowdrop」、「みんな絶対キミが好き」のMV)、ジャケットのメイキング映像、「春奈るなLIVE 2014-WINTER-＠渋谷公会堂[2014.12.12]」のダイジェスト映像が収録されたBlu-rayまたはDVDが付いている。

## 収録曲
1. Prologue 〜Candy Lips〜 [1:06]
作曲・編曲：Ken Masutani (Peak A Soul+)
2. 君色シグナル [4:42]
  - テレビアニメ『冴えない彼女の育てかた』オープニングテーマ

作詞：春奈るな，Ken Masutani(Peak A Soul+)、作曲・編曲：Ken Masutani
3. みんな絶対キミが好き [4:40]
作詞：Kozo Endo、作曲・編曲：Yoji Noi
4. Startear [5:00]
作詞：春奈るな，Saku (Imagine Voice)、作曲・編曲：Saku
  - テレビアニメ『ソードアート・オンラインII』エンディングテーマ
5. DESSERT [3:37]
作詞・作曲：Kazuyuki Tokimor、編曲：Kohei Tsunami (TWINPOWER)
6. 恋の期限は3年、愛の期限は何年? [3:57]
作詞：Rie Otsuka、作曲・編曲：Ryuhei Yasunaga (TWINPOWER)
7. 乙女の願い事 [3:52]
作詞：メイリア、作曲・編曲：toku (GARNiDELiA)
8. さよならモラトリアム [4:34]
作詞・作曲・編曲：Tohru Shiratsuchi
9. SU・KI・DA・YO [3:31]
作詞・作曲：Kohei Miyahara (Highkick Entertainment)、編曲：Akiyuki Tateyama (Highkick Entertainment)
10. るなティックワード [4:37]
作詞：春奈るな，Ryuhei Yasunaga (TWINPOWER)、作曲・編曲：Ryuhei Yasunaga(TWINPOWER)
  - 春奈るなモバイルファンクラブ 『るなティックプラネット』テーマソング
11. snowdrop [5:07]
作詞：meg rock、作曲・編曲：Hidekazu Tanaka(MONACA)
  - テレビアニメ〈物語〉シリーズ『恋物語』エンディングテーマ
12. 夜の虹を越えて [4:39]
作詞：Rie Otsuka、作曲・編曲：Ryuhei Yasunaga(TWINPOWER)
  - PS3/PS Vita『ソードアート・オンライン －ロスト・ソング－』EDテーマ
13. Beautiful World [4:26]
作詞：春奈るな、作曲：Tomokazu Yamada (Go!GoMusic)、編曲：Shouhei Sumiya

### 初回生産限定盤
Blu-ray / DVD
1. 君色シグナル (Music Video)
2. Startear (Music Video)
3. snowdrop (Music Video)
4. みんな絶対キミが好き (Music Video)
5. 「春奈るなLIVE 2014-WINTER-＠渋谷公会堂[2014.12.12]」 ダイジェスト映像

フォトブック
- 撮り下ろし28ページフォトブック 『Candy Lips』

## 演奏
- 春奈るな
  - Vocal
  - Girls Talk (#7)
- 今泉洋：Guitar (#1.2)
- Ken Matsutani：All Other Instruments (#1.2)
- 黒須克彦：Bass (#2)
- Yugo Ichikawa：Guitar (#3)
- 野井洋児：All Other Instruments & Programming (#3)
- 浜崎大地：Drums (#4)
- okamu：Bass (#4)
- 桑原康輔：Piano (#4)
- 石橋尚子：1st Violin (#4)
- 伊勢三木子：2nd Violin (#4)
- 菊地幹代：Viola (#4)
- 遠藤益民：Cello (#4)
- Saku：Guitar & All Other Instruments (#4)
- 津波幸平
  - Bass & All Other Programming (#5)
  - All Instruments (#6)
- 曽根巧：Guitar (#5)
- メイリア (GARNiDELiA)：Girls Talk (#7)
- 白土亨：Guitar (#8)
- 安永龍平
  - All Other Programming (#10)
  - All Instruments (#12)
- 吉川ノリスケ：Guitar & Bass (#10)
- 辻純更：Chorus (#11)
- 飯室博：Guitar (#11)
- ただすけ：Piano & Organ (#11)
- 渡辺等：Bass (#11)
- 佐野康夫：Drums (#11)
- 住谷翔平：Guitar & Programming (#13)
- 山田智和：Bass (#13)
- 中田征毅：Piano (#13)